# Hippolyte Picas
Hippolyte Picas (Perpinyà, 6 de desembre de 1796 - 25 de novembre de 1861) fou un polític i advocat nord-català, diputat a la Cambra de Diputats durant la Segona República Francesa.

## Biografia
Fill d'un advocat de Perpinyà, es va llicenciar en dret i exercí a la vila alhora que era escollit conseller municipal. Durant la restauració francesa va donar suport al conspirador Armand Carrel. Sota el regnat de Lluís Felip I es va arrenglerar amb l'oposició liberal del diari L'Indépendant.
Després de la revolució de 1848 fou nomenat comissari del govern provisional a Perpinyà, i hi exercí d'alcalde del març al maig del mateix any. Amb la seva actitud enèrgica evità un enfrontament entre camperols i membres de la Guàrdia Nacional, i en juny d'aquell any fou elegit diputat a la Cambra de Diputats, càrrec que va mantenir fins a maig de 1849. Després de l'elecció com a president de Lluís Napoleó Bonaparte se'n mostrà hostil, i quan aquest es va proclamar emperador va abandonar la política i es dedicà a exercir d'advocat a Perpinyà.